# Pak Tuik
Pak Tuik (hangul: 박두익, handzsa: 朴斗翼, RR: Pak Doo-Ik; 1942. március 17. –) észak-koreai válogatott labdarúgó, később edző.
Az Észak-koreai válogatott tagjaként részt vett az 1966-os világbajnokságon.
Az 1976. évi nyári olimpiai játékokon szövetségi kapitányként irányította a nemzeti csapatot.